# NCSM Georgian (J144)
Le NCSM Georgian (pennant number J144) (ou en anglais HMCS Georgian) est un dragueur de mines de la Classe Bangor lancé pour la Royal Canadian Navy (RCN) et qui a servi pendant la Seconde Guerre mondiale.

## Conception
Le Georgian est commandé dans le cadre du programme de la classe Bangor de 1939-40 pour le chantier naval de Dufferin Shipbuilding Company de Toronto en Ontario au Canada. La pose de la quille est effectuée le 10 octobre 1940, le Georgian est lancé le 28 janvier 1941 et mis en service le 23 septembre 1941.
La classe Bangor doit initialement être un modèle réduit de dragueur de mines de la classe Halcyon au service de la Royal Navy,. La propulsion de ces navires est assurée par 3 types de motorisation: moteur diesel, moteur à vapeur à pistons et turbine à vapeur. Cependant, en raison de la difficulté à se procurer des moteurs diesel, la version diesel a été réalisée en petit nombre.
Les dragueurs de mines de classe Bangor version canadienne déplacent 683 tonnes en charge normale . Afin de pouvoir loger les chaufferies, ce navire a des dimensions plus grandes que les premières versions à moteur diesel avec une longueur totale de 54,9 mètres, une largeur de 8,7 mètres et un tirant d'eau de 2,51 mètres. Ce navire est propulsé par 2 moteurs alternatifs verticaux à triple détente alimentés par 2 chaudières à tubes d'eau à 3 tambours Admiralty et entraînant deux arbres d'hélices. Le moteur développe une puissance de 2 400 chevaux-vapeur (1 790 kW) et atteint une vitesse maximale de 16 nœuds (30 km/h). Le dragueur de mines pouvait transporter un maximum de 152 tonnes de fioul.
Leur manque de taille donne aux navires de cette classe de faibles capacités de manœuvre en mer, qui seraient même pires que celles des corvettes de la classe Flower. Les versions à moteur diesel sont considérées comme ayant de moins bonnes caractéristiques de maniabilité que les variantes à moteur alternatif à faible vitesse. Leur faible tirant d'eau les rend instables et leurs coques courtes ont tendance à enfourner la proue lorsqu'ils sont utilisés en mer de face.
Les navires de la classe Bangor sont également considérés comme exigus pour les membres d'équipage, entassant 6 officiers et 77 matelots dans un navire initialement prévu pour un total de 40.

## Histoire

### Seconde Guerre mondiale
Le Georgian est mis en service dans la Marine royale du Canada le 23 septembre 1941 à Toronto. Après avoir fait ses essais en mer, le Georgian est affecté à la Sydney Force (Force de Sydney), la force de patrouille et d'escorte locale opérant à partir de Sydney, en Nouvelle-Écosse.
En janvier 1942, le dragueur de mines est transféré à la Newfoundland Force (Force de Terre-Neuve), la force de patrouille et d'escorte locale opérant à partir de Saint-Jean de Terre-Neuve, et reste avec l'unité jusqu'en février 1944. Le 21 janvier 1942, le Georgian escorte le navire marchand William Hansen au large du cap Race lorsque celui-ci est torpillé par le sous-marin allemand (U-Boot) U-754. Le navire marchand coule et le Georgian n'entre pas en contact avec le sous-marin mais largue quand même des grenades sous-marines. Les explosions des grenades sous-marines secouent un deuxième sous-marin, le U-701, qui se trouve à proximité.
Le 21 juin 1942, le Georgian descend la côte de Terre-Neuve avec un convoi côtier lorsqu'il aperçoit un sous-marin. Le Georgian lance un défi au sous-marin mais ne reçoit aucune réponse. Le dragueur de mines éperonne alors le sous-marin, croyant qu'il s'agit de l'ennemi. Cependant, on découvre plus tard qu'il s'agit du HMS P514 qui transite entre Argentia et Saint-Jean de Terre-Neuve et qui a été séparé de ses escortes. Tout l'équipage du sous-marin meurt dans cette attaque. Le U-Boot allemand U-517 rencontre le Georgian le 21 septembre 1942 dans le golfe du Saint-Laurent. Le Georgian quitte la protection du convoi SQ 38 de Sydney-Québec le 21 septembre 1942 et se rend à Gaspé (Québec) pour se ravitailler en carburant. De retour au convoi, il s'approche du sous-marin par l'arrière. Le U-517 est attaqué par des charges de profondeur et on pense alors qu'il est coulé par le Georgian. Cependant, le sous-marin survit et effectue des réparations la nuit suivante près de Sept-Îles, au Québec.
En février 1944, le Georgian est envoyé en Europe dans le cadre de la contribution du Canada au débarquement de Normandie. Avant l'assaut du 6 juin, le Georgian est affecté à la 14e flottille de dragage de mines, une unité britannique, chargée de nettoyer les chenaux du champ de mines dans le secteur américain. La 14e flottille de dragage de mines a dragué la baie de Seine une heure après le début de l'assaut.
Le Georgian revient au Canada en janvier 1945 pour subir un carénage à Lunenburg, en Nouvelle-Écosse. Après le carénage, le Georgian retourne dans les eaux européennes pour rejoindre la 31e flottille de dragage de mines.

### Après-guerre
Le navire rentre au Canada en septembre et est retiré du service le 23 octobre 1945 à Sydney,. Le navire est désarmé à Shelburne, Nouvelle-Écosse, en attendant d'être éliminé.
Le navire est vendu et démoli pour la ferraille en 1946,

### Honneurs de bataille
- Atlantic 1941-42
- Gulf of St. Lawrence 1942
- Normandy 1944

### Participation auxconvois
Le Georgian a navigué avec les convois suivants au cours de sa carrière:
1. Convoi HX 175
2. Convoi HX 184
3. Convoi ON 271
4. Convoi SC 56
5. Convoi SC 59
6. Convoi SC 61
7. Convoi SC 62
8. Convoi SC 63
9. Convoi SC 72
10. Convoi SC 79
11. Convoi SC 86

### Commandement
- Lieutenant (Lt.) Alfred George Stanley (RCNR) du 23 septembre 1941 au 25 septembre 1942
- T/Lieutenant (T/Lt.) Percival Marmaduke Crawford (RCNR) du 26 septembre 1942 au 25 janvier 1943
- T/Lieutenant (T/Lt.) Allan Boucher (RCNVR) du 26 janvier 1943 au 2 septembre 1943
- T/Lieutenant (T/Lt.) Alexander Grant (RCNVR) du 3 septembre 1943 au 20 juin 1944
- T/Lieutenant (T/Lt.) Douglas Wharrie Main (RCNR) du 21 juin 1944 au 23 mars 1945
- T/Lieutenant (T/Lt.) Thomas Crane McLauglin (RCNVR) du 24 mars 1945 au 23 octobre 1945

Notes:
RCNR: Royal Canadian Naval Reserve
RCNVR: Royal Canadian Naval Volunteer Reserve 